# San Giorgio delle Pertiche
San Giorgio delle Pertiche ist eine nordostitalienische Gemeinde (comune) mit 10.088 Einwohnern (Stand 31. Dezember 2023) in der Provinz Padua in Venetien. Die Gemeinde liegt etwa 15 Kilometer nordnordöstlich von Padua am Flüsschen Tergola.

## Geschichte
Der Ortsteil Arsego wird erstmals 1130 urkundlich erwähnt.

## Verkehr
Der Bahnhof von Arsego an der Strecke Treviso-Ostiglia wurde mit der Strecke stillgelegt. Durch die Gemeinde führte die frühere Strada Statale 307 del Santo, die heute zur Regionalstraße heruntergestuft ist.

## Persönlichkeiten
- Giovanni Cavino (1500–1570), Stempelschreiber, wirkte in Cavino
- Oscar Rizzato (1929–2021), Kurienerzbischof der römisch-katholischen Kirche